# Güleçoba, Kayapınar
Güleçoba là một xã thuộc quận Kayapınar, tỉnh Diyarbakır, Thổ Nhĩ Kỳ. Dân số thời điểm năm 2008 là 2.259 người.